# アンリ・ジャスパール
アンリ・ジャスパール（Henri Jaspar、1870年7月28日 - 1939年2月15日）はベルギーの政治家。

## 経歴
ブリュッセルのスカールベークで生まれたジャスパールは、法学の博士号を取得し、1919年にカトリック党の代議院議員となった。1918年から1920年まで経済担当大臣、1920年から1924年まで外務大臣を務め、ベルギー・ルクセンブルク経済同盟の設立に尽力した。1926年から1931年まで首相に就任し、1932年から1934年まで財務大臣、1934年には再び外務大臣を務めた。

## 首相在任期間
- 第一次ジャスパール内閣:1926年5月20日 - 1929年10月19日 （カトリック党、自由党、労働党）
- 第二次ジャスパール内閣:1929年10月19日 - 1931年6月6日 （カトリック党、自由党）

| 公職                | 公職                                 | 公職                    |
| ------------------- | ------------------------------------ | ----------------------- |
| 先代 プロスペ・プレ | ベルギー王国首相 第34代：1926 - 1931 | 次代 ジュール・ランカン |